# Col de Menthières
Le col de Menthières est un col du massif du Jura situé dans la vallée de la Valserine, dans le département français de l'Ain, à 1 127 mètres d'altitude.  Le col est fermé en hiver.

## Géographie
Le col se trouve sur la commune de Chézery-Forens et permet de relier ce chef-lieu au hameau de Menthières ; on peut également y accéder par l'autre versant, via Menthières, depuis la commune voisine de Confort.
L'ascension par la D 16 depuis Confort fait environ 8 km et la déclivité est de 7,8 % avec un maximum à 9,0 %.

## Ascension cycliste
Le col est régulièrement emprunté par le Tour de l'Ain : ce fut notamment le cas en 2009, 2010, en 2013, en 2014 puis en 2021. Toutes les étapes concernées se finissent à Lélex.